# Урнгар
Урнга́р — энси (правитель) шумерского государства Лагаш, правил приблизительно в 2097 — 2096 годах до н. э.), из второй династии Лагаша.
Чтение его имени не надежно. Урнгар был зятем Какуга, он был женат на его дочери Нинкагину. Если имена Какуга, Наммахани их жен и дочерей позднее были уничтожены их противниками, то имя Ургара почиталось при III династии Ура, несмотря на то, что он был зятем Какуга.
|   |                                                                   |
| 1 | Year Urgar (became) governor (AnOr 30 p. 10 5: 1) mu ur-gar ensi2 |